# Hanga Roa
Hanga Roa (pronunciado [aŋ.gaˈɾo.a] o [ˈaŋ.ga ˈro.a], del rapanui Haŋa Roa [ˈha.ŋa ˈɾo.a], «bahía larga») es la principal ciudad y puerto de la isla de Pascua, Chile, siendo la capital de la comuna y la provincia de Isla de Pascua. Administrativamente pertenece a la Región de Valparaíso. Según el censo de 2017, la población de Hanga Roa era de 7.322 habitantes, lo que supone más del 95% de la población total de Rapa Nui.
Una de sus calles principales es la avenida Policarpo Toro, en dirección noroeste-sureste, nombrada en memoria del capitán Policarpo Toro, oficial naval chileno que anexionó la isla de Pascua a Chile en 1888. El centro de la ciudad posee tiendas, hoteles, restaurantes, supermercados y una farmacia Cruz Verde, además de los edificios públicos y un mercado artesanal.
Al norte de la ciudad, en la zona de Tahai, se encuentra el Museo Antropológico Padre Sebastián Englert. En esa misma zona pueden visitarse tres plataformas sagradas que fueran restauradas con el fin de presentar los moais tal como se los podía ver cuando se los emplazó por primera vez, así como una tradicional casa-cueva sacerdotal. En Hanga Roa también destaca su iglesia parroquial (la iglesia de la Santa Cruz), que posee innumerables tallas de madera de estilo pascuense, pero que representan a santos católicos. Entre estas imágenes, se distingue la de Santa María de Rapa Nui, que fue la primera imagen cristiana tallada en la isla. Se la considera como la patrona y protectora de la isla de Pascua.
La principal actividad de la localidad es el turismo, principalmente para ver los moais de la isla. Hanga Roa recibe la práctica totalidad de sus turistas a través del Aeropuerto Internacional Mataveri -cuya construcción se inició en 1965-, al que llegan aviones de LATAM (ex-LAN Airlines), la aerolínea nacional chilena, que ofrece vuelos directos a Santiago, Lima (Perú), y Papeete (Tahití, Francia) y es la única aerolínea comercial que con regularidad vuela a la isla. Playa Pea, ahora llamada Papa Hanga Roa, es una playa ubicada en el lado sur de la caleta de Hanga Roa y junto con las caletas de Vai Uri, Tangaroa y Mataveri las más ideales para hacer surf, windsurf o kitesurf, entre otros deportes.
Aparte del turismo (en la isla hay menos de quince hoteles, todos en Hanga Roa), otras actividades en Hanga Roa son la pesca, la agricultura y la administración (ya que varios departamentos chilenos de gobierno incluyendo la Armada de Chile mantienen establecimientos aquí, la isla más occidental de Chile).

## Historia

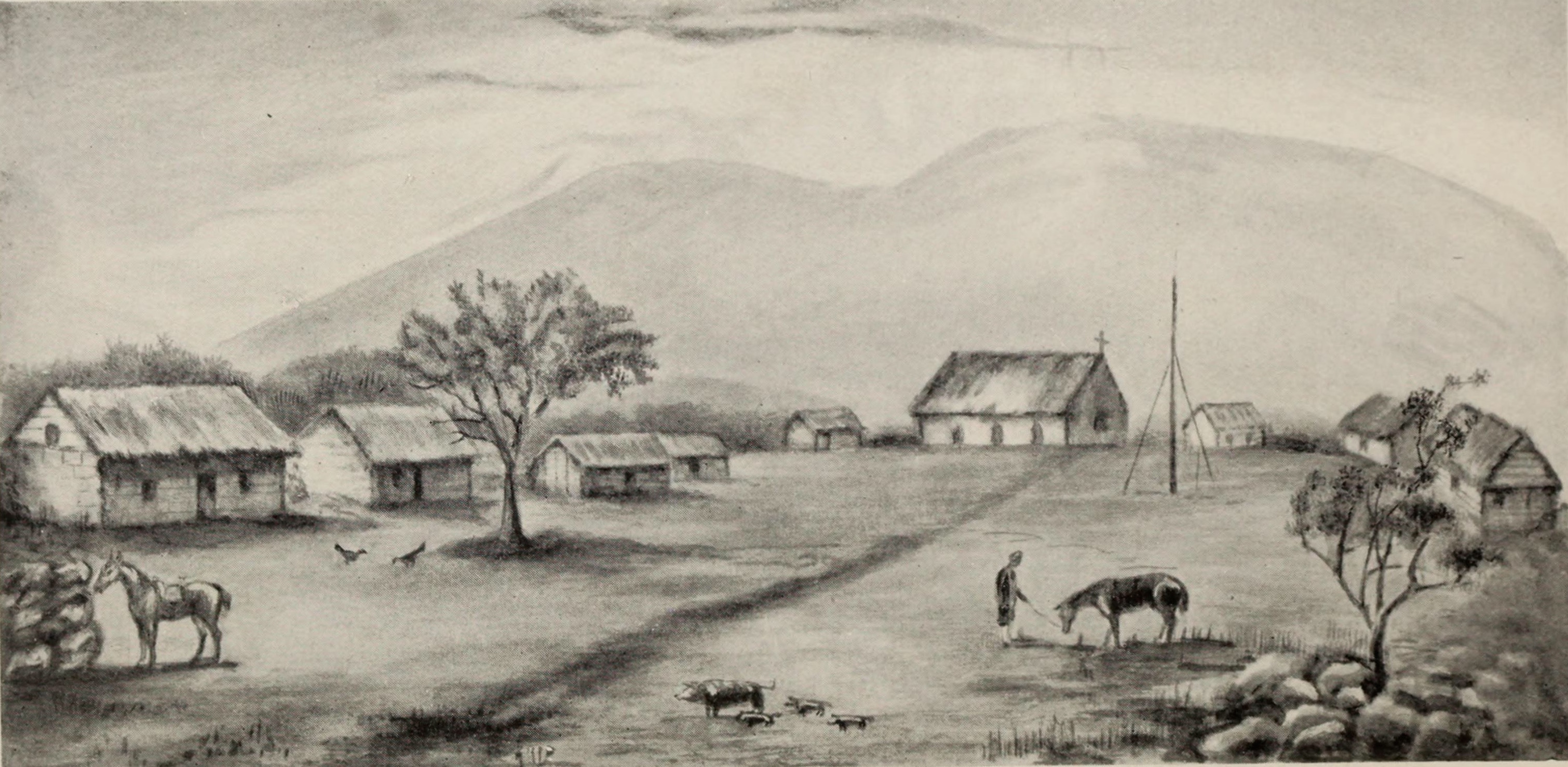
Grabado de Hanga Roa hecho en 1919.

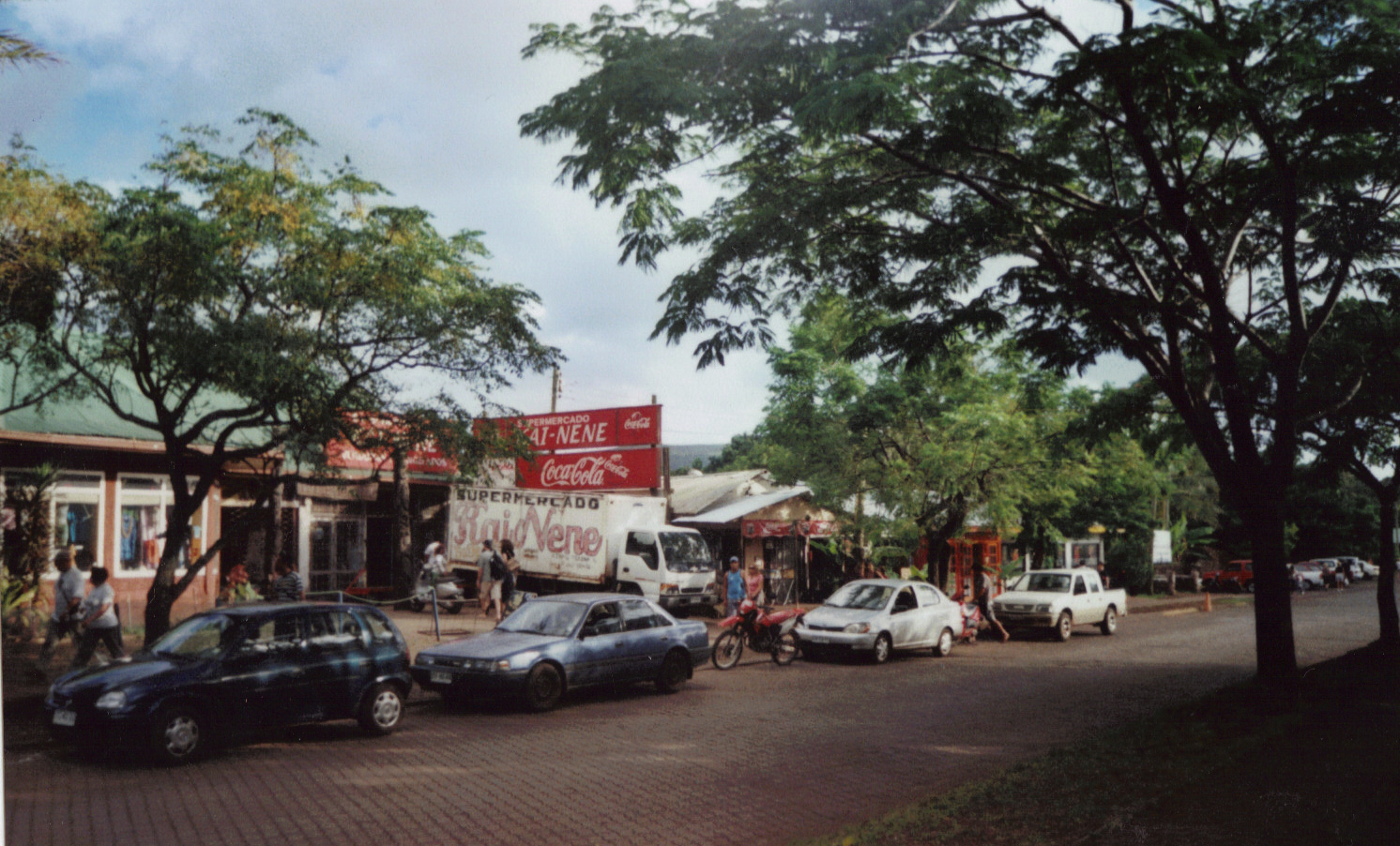
Calle principal: "Avenida Atamu Tekena" en Hanga Roa en el año 2008.

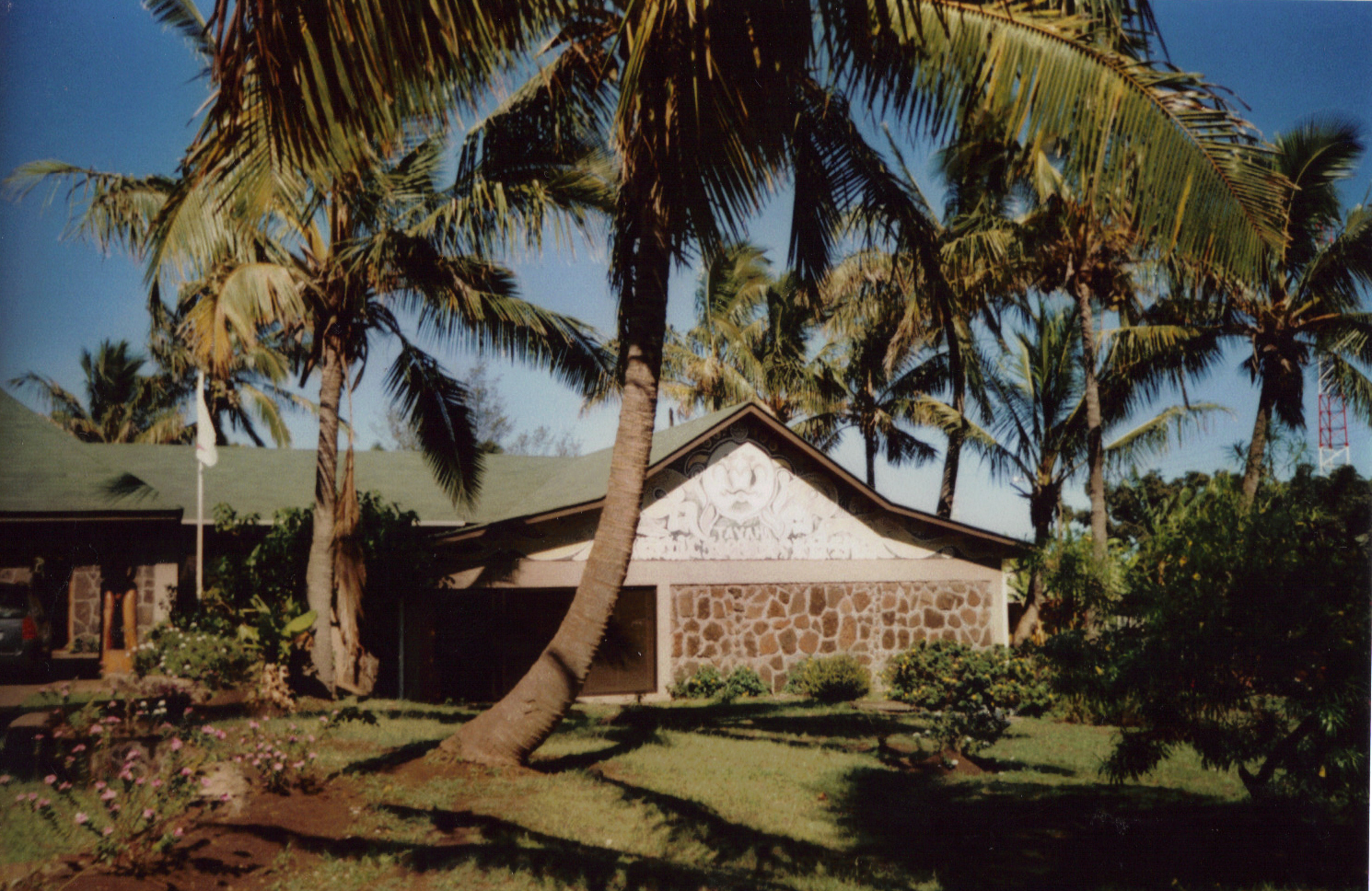
Ayuntamiento de Hanga Roa.

Los clanes rapanuis nunca residieron en este lugar, aunque sí lo conocían. Desde aquí partían los isleños para observar el mítico Rano Kau. Cuando el holandés Jakob Roggeveen descubrió la isla, atracó en un puerto natural, lo que hoy es Hanga Roa y desde donde partió a explorar la isla. Tras haber vuelto de su viaje, Jakob recomendó a algunos holandeses que partieran a esa isla en busca de fortuna y fama. 
En 1770, Hanga Roa, como la habían llamado los nativos, se había convertido en una aldea de unos treinta habitantes, la mayoría comerciantes de esclavos, que estuvieron exportándolos a América. Ya en 1885, cuando Chile quiso conquistar la Isla de Pascua, decidió colocar su campamento base allí, ya que sería un buen lugar para atracar los barcos de la armada y para exportar alimentos.
A la vez de que en Chile se empezaron a crear muchos conventillos, el mismo estado chileno creó un tipo de «gueto», en el cual los lugareños debían vivir en paupérrimas condiciones, saliendo solo a trabajar casi gratuitamente, una forma de esclavismo moderno. También el gueto fue usado para aislar enfermedades foráneas, como la lepra y la tuberculosis. Luego de varios años de explotación y de dos grandes revoluciones, se empezó a considerar los habitantes de la isla como ciudadanos chilenos. Con el paso de los años, Hanga Roa se convirtió en una ciudad.
En la actualidad la isla es una provincia de la Región de Valparaíso, sin embargo los movimientos de carácter regionalista de Pascua persiguen la conversión de la isla en una Región de Chile distinta de la Región de Valparaíso y que incluya la Isla Salas y Gómez.

## Deportes
Aquí se encuentra el Estadio de Hanga Roa donde la comunidad realiza diferentes actividades, además de realizar el Campeonato Oficial de Rapa Nui y donde se juegan los partidos de la Selección de fútbol de Isla de Pascua.

## Medios de comunicación

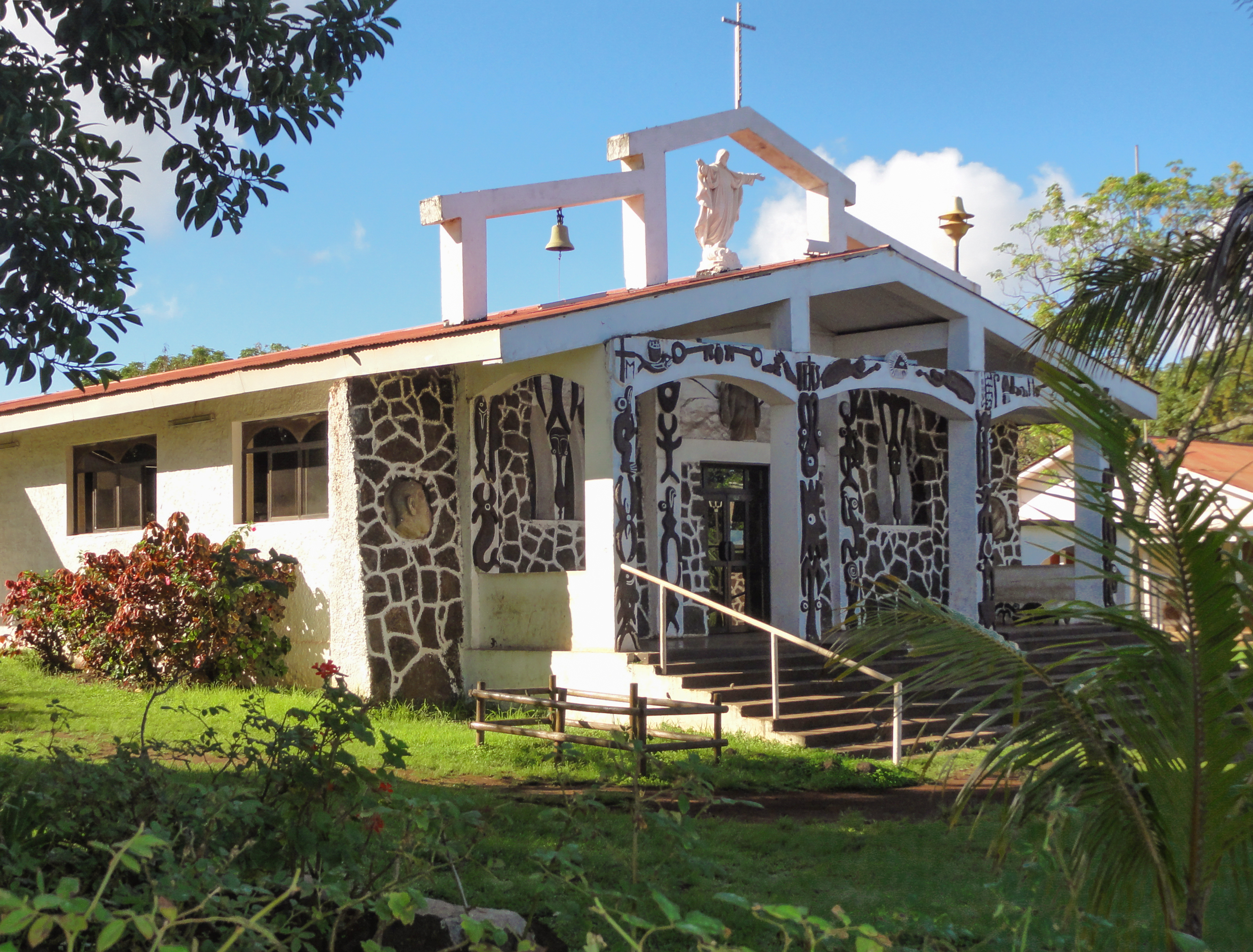
Iglesia de la Santa Cruz

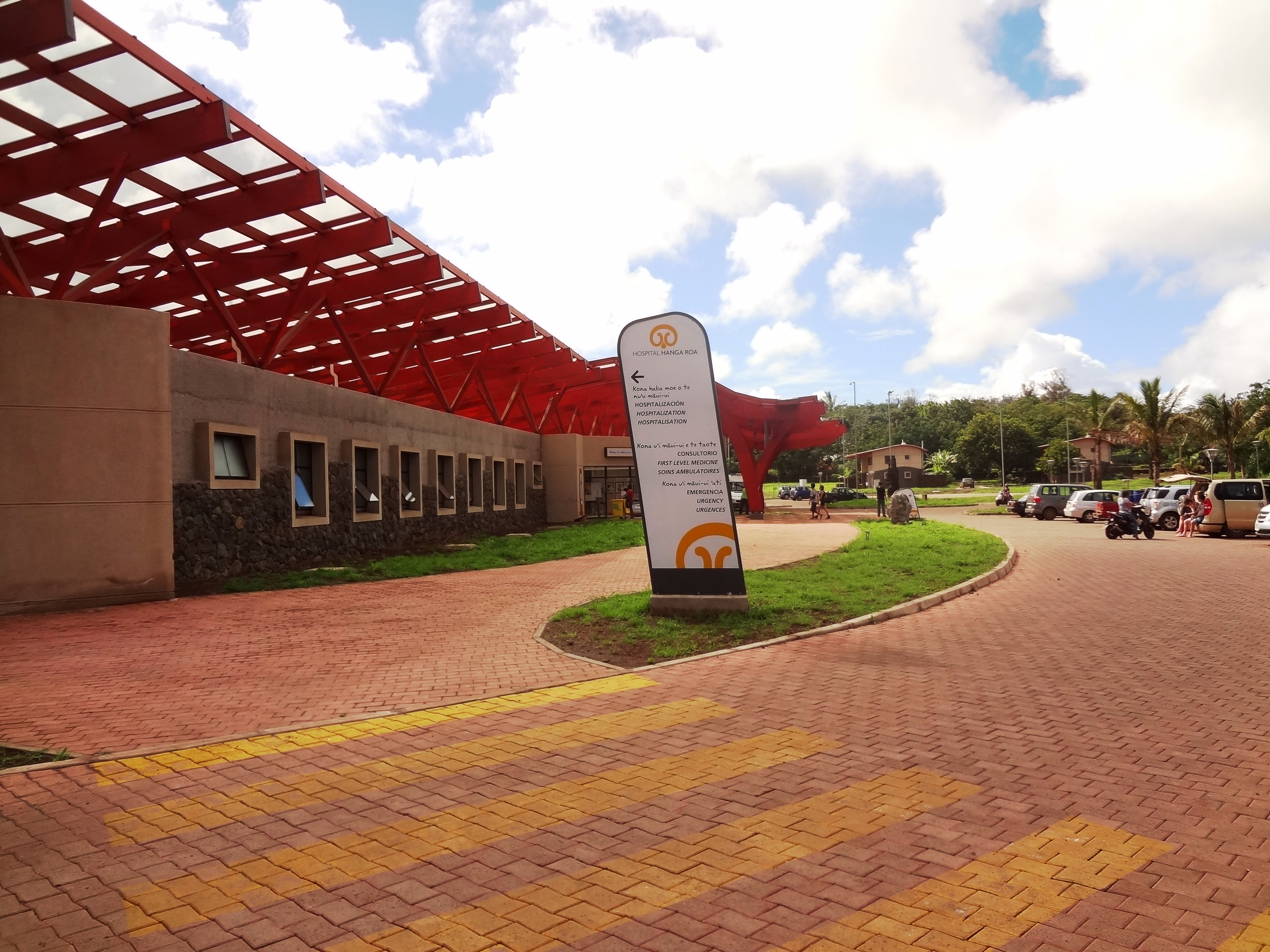
Hospital de Hanga Roa.

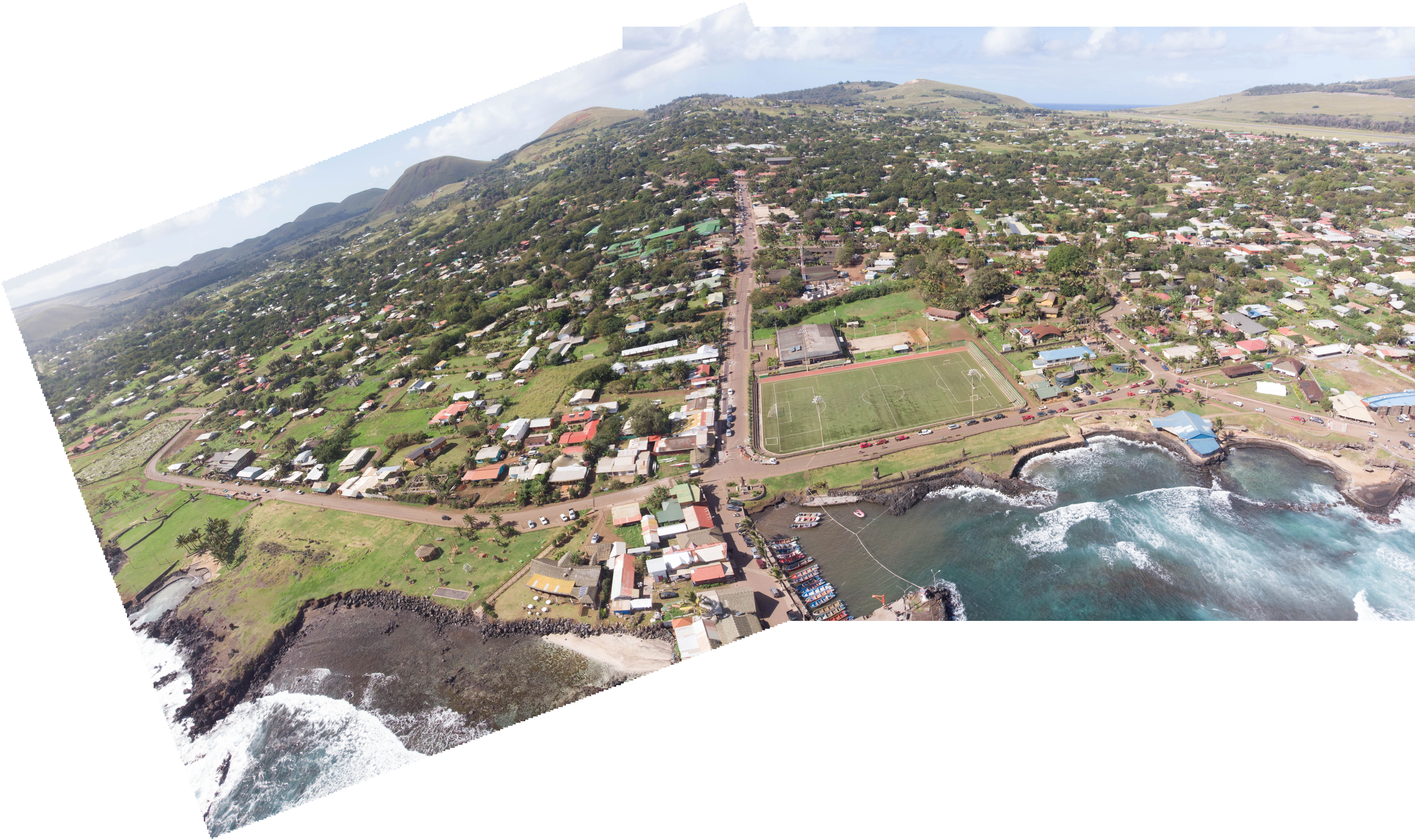
Vista aérea de Hanga Roa en 2018.

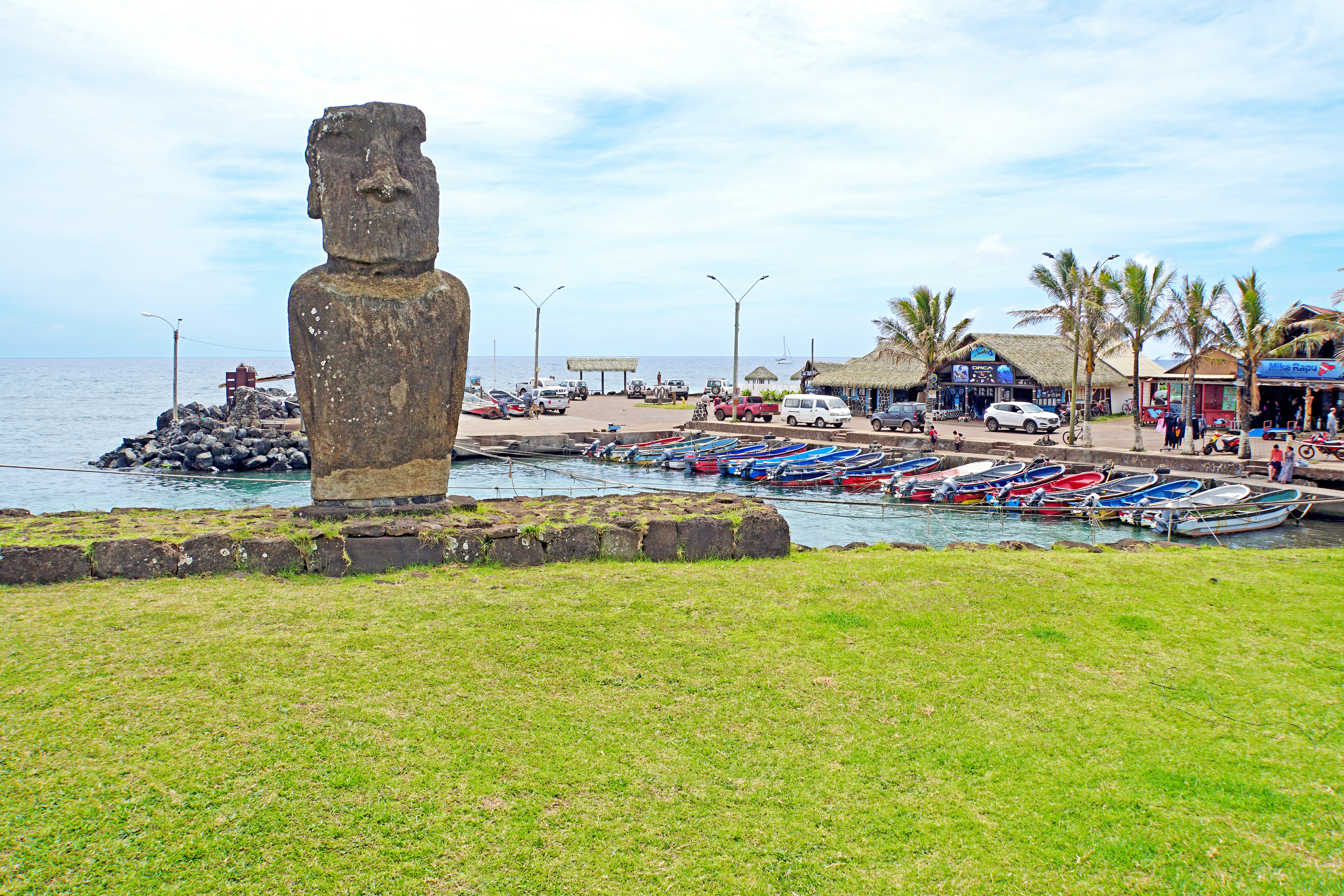
Puerto de Hanga Roa.

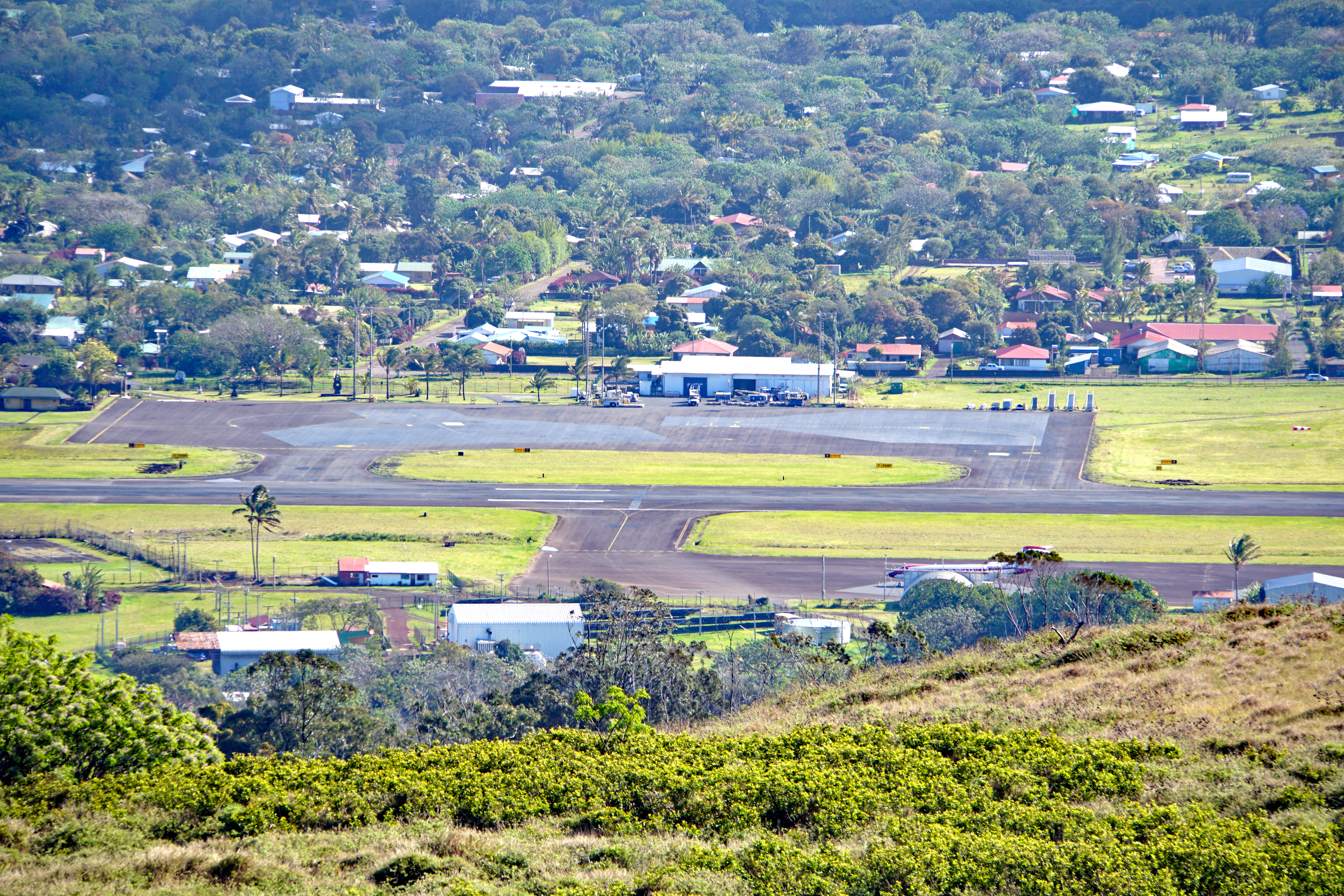
El Aeropuerto Internacional Mataveri en 2019

### Radioemisoras
FM
- 88.3 Mhz - Radio ADN
- 88.9 Mhz - Radio Manukena
- 89.5 Mhz -
- 92.3 MHz - Radio He Re'o Ote
- 99.1 Mhz - Radio Rapa Nui
- 99.9 Mhz - Radio María Chile
- 104.3 Mhz - Los 40
- 107.3 Mhz - Radio Nuevo Tiempo

### Televisión

#### TDT
- 7.1 - TVN[4]
- 7.2 - NTV
- 7.31 - TVN One Seg

Canales de televisión en señal abierta digital (TVD) con dial definitiva (o en trámite legal de concesión), aunque sin iniciar las transmisiones en la ciudad, las cuales son:
- 9.1 - La Red
- 9.2 - La Red 2
- 9.31 - La Red One Seg
- 11.1 - Chilevisión HD
- 11.2 - UChile TV
- 11.31 - Chilevisión One Seg
- 13.1 - Mata O Te Rapa Nui
- 13.31 - Mata O Te Rapa Nui One Seg

Por medio de cableoperadores, IPTV, y TV Satelital, se podrá sintonizar no solamente los canales nacionales restantes como Mega, Canal 13, TV+ y Telecanal, sino que también otros canales regionales, nacionales y extranjeros.

## Ciudades hermanadas
- Olot (España)